# Tren Ligero de Phoenix
El Tren Ligero de Phoenix  o Valley Metro Rail es un sistema de tren ligero que abastece al área metropolitana de Phoenix, Arizona. Fue inaugurado el 27 de diciembre de 2008.

## Administración
El Tren Ligero de Phoenix es administrado por Valley Metro.